# Liste der Monuments historiques in Cubrial
Die Liste der Monuments historiques in Cubrial führt die Monuments historiques in der französischen Gemeinde Cubrial auf.

## Liste der Immobilien
| Bezeichnung        | Beschreibung                                                                         | Standort                 | Kennzeichnung | Schutzstatus | Datum | Bild           |
| ------------------ | ------------------------------------------------------------------------------------ | ------------------------ | ------------- | ------------ | ----- | -------------- |
| Château de Bournel | Torhaus, zweite Hälfte des 19. Jahrhunderts; die Gesamtanlage auch zu Cubry und Nans | südlich des Ortes (Lage) | PA00101634    | Inscrit      | 1989  | weitere Bilder |

## Liste der Objekte
| Bezeichnung | Beschreibung          | Standort                                     | Kennzeichnung | Schutzstatus | Datum | Bild |
| ----------- | --------------------- | -------------------------------------------- | ------------- | ------------ | ----- | ---- |
| Glocke      | Bronze, 1500 gegossen | in der Kirche Assomption-de-la-Vierge (Lage) | PM25000603    | Classé       | 1908  |      |